# Edi Frauneder

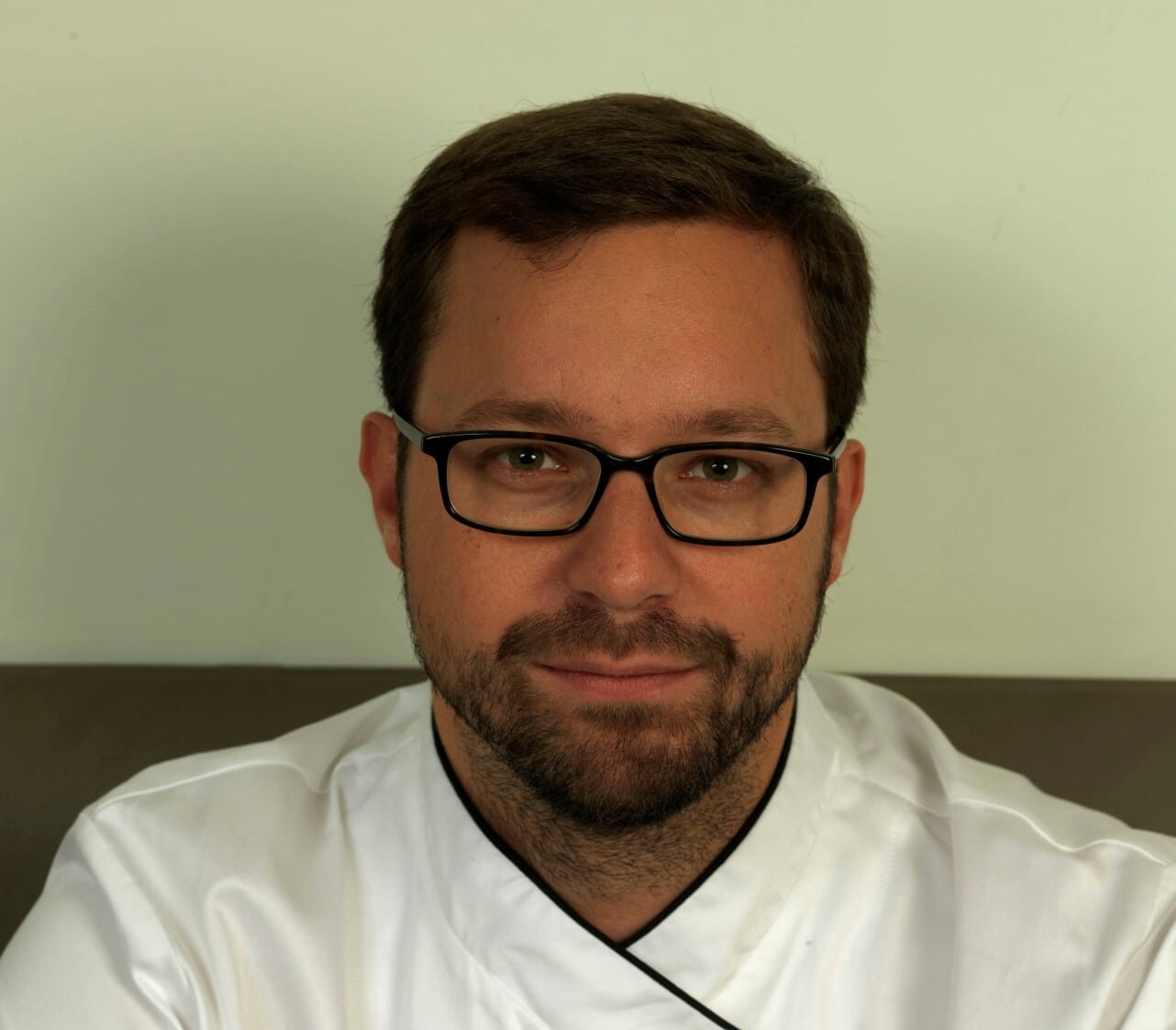
Edi Frauneder

Eduard Peter „Edi“ Frauneder (* 1977 in Wien) ist ein österreichischer Koch und Gastronom, der in New York City lebt, arbeitet und dort mehrere Restaurants besitzt/besaß. 2010 erhielt er seinen ersten Michelin-Stern und wurde „einer der jüngsten Sterneköche der Welt“.

## Leben
Eduard Peter „Edi“ Frauneder wurde 1977 als Sohn von Maria und Eduard Frauneder senior in Wien, Österreich, geboren und wuchs in der Bäckerei/Konditorei seiner Eltern auf. Er wurde im Familienbetrieb als Bäcker und Konditor ausgebildet, bevor er die Kochschule an der Gastgewerbefachschule Wien am Judenplatz besuchte.
Im Alter von 19 Jahren zog Frauneder nach London, wo er als persönlicher Koch des österreichischen Botschafters arbeitete, 2001 zog er nach New York, wo er der persönliche Koch des deutschen Botschafters bei den Vereinten Nationen wurde. Er eröffnete vier Restaurants in New York City („Seasonal“, 2010 mit einem Michelin-Stern ausgezeichnet, „Edi and The Wolf“, „Bar Freud“ und „Schilling“), die Bar „Der dritte Mann“ und „Vienna Calling Catering“.
Frauneder ist seit Februar 2017 mit der Frauenärztin Tracy-Ann Moo verheiratet, die er im Wiener Stephansdom heiratete und mit der er zwei Kinder hat. Er begeistert sich fürs Kite-Surfen.

## Mediale Auftritte
Frauneder trat hauptsächlich in US-amerikanischen Kochsendungen auf und gewann unter anderen die Wettbewerbsshow Iron Chef America, zudem war er in der Sendung Knife Fight als Duellant in mehreren Folgen zu sehen.
Im Jahr 2023 war er einer der Gegner von Tim Mälzer in der 8. Staffel dessen Formates Kitchen Impossible beim deutschen Privatsender VOX. Auch in der neunten Staffel der Sendung war er Kontrahent Mälzers und ging siegreich aus ihrem Duell hervor, ebenso wie in der zehnten Staffel, in welcher er in der so genannten Best-Friends-Edition gegen Mälzer und Mario Lohninger antrat und abermals als Sieger hervorging.